# François Huchedé
François Huchedé, est un enseignant et révolutionnaire français, né le 19 novembre 1769 à Laval et mort le 25 mars 1821 à Château-Gontier, fut président de la Commission militaire révolutionnaire du département de la Mayenne. 

## Biographie

### Origine
Fils d'un tourneur en bois et d'une ménagère, il a des origines modestes. Il est le second de huit enfants : ses frères Pierre et Louis sont tisserands, ses quatre sœurs vécurent ignorées dans des conditions infimes. Son frère aîné François est tanneur. 
Il étudie au Collège de la Flèche en 1789, et est influencé par ses professeurs, à l'origine de son orientation politique et professionnelle.
Pendant la Révolution française, Dominique Rabard, principal du Collège de Laval en janvier 1792  fait appel à François Huchedé pour s'occuper des classes de quatrième et de troisième. Lorsque Rabard part diriger le collège de Château-Gontier en avril 1793, il est suivi par François Huchedé. Il continue d'être instituteur public, malgré la fermeture du collège à l’automne 1793. Il se marie en pluviôse an II avec Perrine Chevalier.
Le 5 pluviôse an II, il demande au Conseil général de la commune à prendre les prénoms de Paul-Emile. Cette autorisation lui est accordée par cette assemblée qui ordonne en même temps la transcription, sur les registres de la municipalité, de la lettre du citoyen Huchedé. Cette lettre, en vers, est ainsi conçue:
- « Du temps des rois et des miracles,
- « On me donna le nom d'un saint.
- « On ne croit plus dans les oracles
- « Que pouvait faire un capucin;
- « Sur les débris de l'Evangile
- « La raison a pris son essor,
- « Pour la conduire dans le port
- « J'ai pris le nom de Paul-Emile.
- « PAUL-EMILE HUCHEDÉ. »

Par la suite, il se mêle à l’activité politique de défense républicaine en Mayenne. La Terreur s'installe. Le 8 octobre 1793, il est nommé greffier du Tribunal criminel de la Mayenne par Esnue-Lavallée et Thirion. Membre du Comité révolutionnaire de Laval (12 frimaire), il devient président du Commission militaire révolutionnaire du département de la Mayenne (12 germinal an II). Il continue avec Augustin Garot à pourvoir largement l'échafaud maintenu en permanence sur la place de la Révolution. La correspondance de l'accusateur public des commissions révolutionnaires de Laval avec le Comité de Château-Gontier illustre cette période.
Le 9 thermidor an II, la Commission s'installe à Château-Gontier et, en quelques jours, envoie 18 personnes à la guillotine, sans compter les trois cents brigands que le comité local reconnaissait avoir expédiés en deux mois aux commissions de Laval et d'Angers. La Commission de Paul-Emile Huchedé et de l'accusateur Publicola Garot opère du 9 au 24 thermidor.
Au moment de la chute de Robespierre, il est jugé comme terroriste à la suite de son engagement jacobin : le 23 brumaire (13 novembre), Jean-François Boursault-Malherbe, éclairé sur les crimes commis au nom de la République par les Jacobins de Laval, résolut de faire arrêter les plus coupables d'entre eux On perquisitionna dans leurs papiers, dans ceux du tribunal et du comité révolutionnaires, au département, à la municipalité, etc. et François Midy fut chargé d'instruire contre eux. Il sera finalement amnistié le 3 brumaire an IV.
Il prête comme tous les enseignants, le 22 prairial an VI, le serment de haine à la royauté et à l’anarchie, fidélité et attachement à la République et à la constitution de l’an III. Membre du cercle constitutionnel de Laval, il enseigne aux enfants des jacobins.
Plus tard, il est en butte à l’administration impériale puis en conflit avec l’administration monarchique.
Fidèle à ses idées politiques comme à son métier, il termine sa carrière en donnant des leçons sous la surveillance du curé de la paroisse. À sa mort, il ne possédait que sa maison et ses meubles.